# Liste der Museen im Landkreis Würzburg
Die Liste der Museen im Landkreis Würzburg  gibt einen Überblick über aktuelle und ehemalige Museen im Landkreis Würzburg in Bayern.

## Aktuelle Museen
| Gemeinde      | Name                                 | Kurzbeschreibung | gegründet/ eröffnet | Träger           | Standort                                 | Bild           | Link |
| ------------- | ------------------------------------ | --- | ------------------- | ---------------- | ---------------------------------------- | -------------- | ---- |
| Aub           | Fränkisches Spitalmuseum Aub         | Das Fränkische Spitalmuseum in der ehemaligen Spitalkirche un umliegenden Bauten präsentiert eine Darstellung des fränkischen Spitalwesens in Kunst-, Kultur-, Sozial- und Frömmigkeitsgeschichte. |                     |                  | ehemalige Spitalkirche                   | weitere Bilder |      |
| Eibelstadt    | Heimatmuseum Eibelstadt              | Das Heimatmuseum im ehemaligen Frühmessnerhaus zeigt unter anderem einen Weinfasskeller, eine Büttnerwerkstatt und eine altfränkische Wohnung mit ausgemalter Gesindekammer. Ausgestellt sind auch einzelne Eibelstadter Lügensteine, historische Fossilienfälschungen                                |                     |                  | ehemaliges Frühmessnerhaus               | weitere Bilder |      |
| Eisenheim     | Erzgebirgischer Spielzeugwinkel      | Der Erzgebirgische Spielzeugwinkel in Obereisenheim zeigt Exponaten erzgebirgischer Volkskunst, darunter Miniaturen, Spielzeug, Nussknacker, Räuchermänner, Weihnachtspyramiden und Lichterbögen. |                     |                  | Wipfelder Straße                         |                |      |
| Höchberg      | Museum in der Präparandenschule      | Das Museum in der ehemaligen Israelitischen Präparandenschule dokumentiert ine einer Dauerausstellung mit dem Titel „Lehrer, Sportler, Zeitungsgründer – Die Höchberger Juden und die Israelitische Präparandenschule“ das einstige jüdische Leben in der Marktgemeinde.                              |                     |                  | Präparandenschule                        | weitere Bilder |      |
| Ochsenfurt    | Heimatmuseum Ochsenfurt              | Das Heimatmuseum im Schlösschen an der Alten Mainbrücke bietet Einblicke in die Ochsenfurter Stadtgeschichte. Es ist in vier Abteilungen untergliedert mit den Themen „Stadtgeschichte“, „Historischer Weinbau und Büttnerhandwerk“, „Zunftwesen“ und „Das Rathaus und seine Aufgabenbereiche“.       | 1988                | Stadt Ochsenfurt | Schlösschen                              | weitere Bilder |      |
| Ochsenfurt    | Kartäusermuseum Tückelhausen         | Das Kartäusermuseum im Kloster Tückelhausen gibt einen Einblick in die Geschichte der fränkischen Kartäuserklöster und zeigt das Alltagsleben der Mönche. Im Erdgeschoss ist eine rekonstruierte Klosterzelle zu sehen, in dem Obergeschoss ist zeitgenössische religiöse Kunst ausgestellt.          | 1991                | Bistum Würzburg  | Kloster Tückelhausen                     | weitere Bilder |      |
| Ochsenfurt    | Trachtenmuseum Ochsenfurt            | Das Trachtenmuseum im Greisinghaus präsentirt die Tracht des Ochsenfurter Gaus, die am reichsten verzierte Tracht in Unterfranken, mit ihren zahlreichen Varianten, Gezeigt werden auch Accessoires wie Perlhandschuhe, Gebetbücher, bestickte Schuhe und Strümpfe mit aufwendigen Strickmustern.     |                     |                  | Greisinghaus                             | weitere Bilder |      |
| Ochsenfurt    | Triasmuseum an der Ochsenfurt        | Das Triasmuseum an der Ochsenfurt zeigt Fossilien und Mineralien aus der Zeit der Trias, die die Landschaft Unterfrankens maßgeblich geprägt hat. |                     |                  | Kleinochsenfurt                          |                |      |
| Randersacker  | Steinhauermuseum                     | Das Steinhauermuseum im Erdgeschoss des historischen Mönchshof dokumentiert mit Arbeitsgeräten und Erzeugnissen der Steinhauerzunft dieses traditionsreiche Handwerk in Randersacker. |                     |                  | Mönchshof                                | weitere Bilder |      |
| Rimpar        | Rimparer Schlossmuseen               | Die Museen im Rimparer Schloss Grumbach umfassen ein Archäologisches Museum, ein Bäckereimuseum, ein Maurer- und Zimmerermuseum, ein Kriminalmuseum und ein Trachtenmuseum. |                     |                  | Schloss Grumbach                         | weitere Bilder |      |
| Röttingen     | Weinmuseum Röttingen                 | Das Weinmuseum auf der Burg Brattenstein dokumentiert die Geschichte des Weinbaues in Röttingen und dem Taubertal. Gezeigt werden unter anderem historische Arbeitsgeräte aus verschiedenen Zeitepochen und eine damalige Winzertracht.                                                               |                     |                  | Burg Brattenstein                        | weitere Bilder |      |
| Veitshöchheim | Jüdisches Kulturmuseum Veitshöchheim | Das Jüdische Kulturmuseum im ehemaligen Wohnhaus einer jüdischen Familie neben der Synagoge gibt einen Einblick in das tägliche Leben der fränkischen Juden, unter anderem über Grundlagen der jüdischen Religion, jiddische Literatur, Geschichte der Juden in Veitshöchheim und jüdische Feiertage. |                     |                  | !549.8338605509.8720205 49.83386 9.87202 | weitere Bilder |      |
| Zell am Main  | Wassermuseum Zell am Main            | Das Wassermuseum im Keller des Gasthauses Rose, wo eine historische Brunnenstube freigelegt wurde, dokumentiert die historische und die aktuelle Wasserversorgung von Oberzell, Mittelzell und Unterzell.                                                                                             |                     |                  | Gasthaus Rose                            |                |      |